# 苦笋帖
《苦笋帖》，为唐朝僧人、书法家怀素的草书墨宝，,现藏于上海博物馆.纵24.8厘米,横12厘米,正文2行。是怀素给友人的手札墨迹，内容为：“苦笋及茗异常佳，乃可径来，怀素上。” 。 为中华人民共和国第二批禁止出国境展览文物。